# Фудбалска репрезентација Северне Кореје
Фудбалска репрезентација Северне Кореје  или ДНР Кореје је фудбалски тим који представља Северну Кореју на међународним такмичењима и под контролом је Фудбалског савеза Северне Кореје. Њихов највећи успех се десио на Светском првенству 1966. на стадиону Ајресом Парк, некадашњем дому ФК Мидлсброа, када је Северна Кореја победила Италију са 1:0 и тиме обезбедила учешће у четвртфиналу. У четвртфиналу су ипак изгубили са 5:3 од Португала иако су водили са чак 3:0. Северна Кореја је тад постала први азијски тим који је успео да прође прво коло завршног турнира Светског првенства. Документарни филм The Game of Their Lives је о седам преживелих чланова у 2002. години из националног тима из 1966. године.
На Светско првенство 2010. су се квалификовали, по други пут у историји, након што су одиграли 0:0 против Саудијске Арабије у Ријаду 17. јуна 2009. године. Ово је први пут у историји Светског првенства да су обе и Северна Кореја и Јужна Кореја учествовале на истом финалном турниру.

## Резултати репрезентације

### Светска првенства
| Година       | Коло                  |
| ------------ | --------------------- |
| 1930 до 1962 | Није учествовала      |
| 1966         | Четвртфинале          |
| 1970         | Повукла се            |
| 1974         | Није се квалификовала |
| 1978         | Повукла се            |
| 1982 до 2006 | Није се квалификовала |
| 2010         | 1. коло               |
| 2014         | Није се квалификовала |
| 2018         | Није се квалификовала |
| 2022         | Повукла се            |
| Укупно       | 2/22                  |

### АФК азијски куп
| Првенство | Позиција                           | ИГ | Д | Н | ИЗ | ГД | ГП |
| --------- | ---------------------------------- | -- | - | - | -- | -- | -- |
| 1956      | Није учествовала                   | -  | - | - | -  | -  | -  |
| 1960      | Није учествовала                   | -  | - | - | -  | -  | -  |
| 1964      | Није учествовала                   | -  | - | - | -  | -  | -  |
| 1968      | Није учествовала                   | -  | - | - | -  | -  | -  |
| 1972      | Није учествовала                   | -  | - | - | -  | -  | -  |
| 1976      | Повукла након што се квалификовала | -  | - | - | -  | -  | -  |
| 1980      | 4. место                           | 6  | 3 | 0 | 3  | 10 | 12 |
| 1984      | Није учествовала                   | -  | - | - | -  | -  | -  |
| 1988      | Није се квалификовала              | -  | - | - | -  | -  | -  |
| 1992      | 1. коло                            | 3  | 0 | 1 | 2  | 2  | 5  |
| 1996      | Није учествовала                   | -  | - | - | -  | -  | -  |
| 2000      | Није се квалификовала              | -  | - | - | -  | -  | -  |
| 2004      | Није се квалификовала              | -  | - | - | -  | -  | -  |
| 2007      | Није учествовала                   | -  | - | - | -  | -  | -  |
| 2011      | 1. коло                            | 3  | 0 | 1 | 2  | 0  | 2  |
| 2015      | 1. коло                            | 3  | 0 | 0 | 3  | 2  | 7  |
| 2019      | 1. коло                            | 3  | 0 | 0 | 3  | 1  | 14 |
| Укупно    | 5/17                               | 18 | 3 | 2 | 13 | 15 | 40 |

### Источноазијски куп
- 2003. - Повукла се
- 2005. - Треће место у финалном турниру
- 2008. - Четврто место у финалном турниру
- 2010. - Друго место у полуфиналном турниру

## Састав наСветском првенству у фудбалу 2010.
Утакмице и голови од 6. јуна 2010.
Селектор:  Ким Јонг-Хун
| Број       | Име           | Датум рођења        | Клуб           | Наступи (голови) | Дебитовао |
| Голмани    | Голмани       | Голмани             | Голмани        | Голмани          | Голмани   |
| ---------- | ------------- | ------------------- | -------------- | ---------------- | --------- |
| 1          | Ри Мионг-Гук  | 9. септембар 1986.  | Пјонгјанг сити | 30 (0)           | -         |
| 18         | Ким Мионг-Гил | 16. октобар 1984.   | Амрокганг      | 11 (0)           | -         |
| 20         | Ким Мионг-Вон | 15. јул 1983.       | Амрокганг      | 9 (0)            | -         |
| Одбрана    |               |                     |                |                  |           |
| 2          | Ча Јонг-Хјок  | 25. септембар 1985. | Амрокганг      | 33 (0)           | -         |
| 3          | Ри Јун-Ил     | 24. август 1987.    | Собаексу       | 36 (0)           | -         |
| 5          | Ри Кванг-Чон  | 4. септембар 1985.  | 25. април      | 42 (1)           | -         |
| 8          | Џи Јун-Нам    | 20. новембар 1976.  | 25. април      | 23 (2)           | -         |
| 13         | Пак Чол-Јин   | 5. септембар 1986.  | Амрокганг      | 36 (0)           | -         |
| 14         | Пак Нам-Чоп   | 3. октобар 1988.    | Амрокганг      | 13 (0)           | -         |
| 16         | Нам Сонг-Чол  | 7. мај 1982.        | 25. април      | 43 (1)           | -         |
| 21         | Ри Кванг-Хјок | 17. август 1987.    | Кјонгонгоп     | 15 (0)           | -         |
| Средњи ред |               |                     |                |                  |           |
| 4          | Пак Нам-Чол   | 2. јул 1985.        | 25. април      | 36 (5)           | -         |
| 6          | Ким Кум-Ил    | 10. октобар 1987.   | 25. април      | 12 (1)           | -         |
| 11         | Мун Ин-Гук    | 29. септембар 1978. | 25. април      | 43 (6)           | -         |
| 15         | Ким Јанг-Јун  | 19. јул 1983.       | Пјонгјанг сити | 53 (7)           | -         |
| 17         | Ан Јанг-Хак   | 25. октобар 1978.   | Омија Ардија   | 24 (2)           | -         |
| 19         | Ри Чол-Мионг  | 18. фебруар 1988.   | Пјонгјанг сити | 14 (1)           | -         |
| 22         | Ким Кјонг-Ил  | 11. децембар 1988.  | Римјонгсу      | 7 (0)            | -         |
| 23         | Пак Сунг-Хиок | 30. мај 1990.       | Собаексу       | 6 (0)            | -         |
| Напад      |               |                     |                |                  |           |
| 7          | Ан Чол-Хјок   | 27. јун 1985.       | Римјонгсу      | 19 (10)          | -         |
| 9          | Јонг Тае-Се   | 2. март 1984.       | Кавасаки       | 22 (15)          | -         |
| 10         | Хонг Јонг-Јо  | 22. мај 1982.       | Ростов         | 41 (11)          | -         |
| 12         | Чо Кум-Чол    | 9. фебруар 1987.    | Римјонгсу      | 18 (5)           | -         |